# David Moreno Navarro
David Moreno Navarro (Gijón, Asturias, 22 de noviembre de 1924 - México D. F., 12 de abril de 1980) fue un guitarrista español de música folclórica y flamenco.

## Biografía
Nació en Asturias, hijo de Lorenza Navarro y José Moreno quién, quedó huérfano a los tres años y procedente familia de Hellín. A corta edad aprende a tocar la guitarra y luego en Madrid, donde se revela como instrumentista 'prodigio' en el Teatro La Latina, y en el bar Los Gabrieles —según información familiar con solo 12 años—.
En el año 1950 viajó por América con las compañías de Estrellita Castro y Carmen Amaya y más tarde en Europa —Alemania, Francia, Inglaterra, Italia, Suiza—. A principios de la década de 1950 trabajó con Concha Piquer en Argentina, Chile, Brasil y México, país en el que se estableció. Se retiró en 1977. Casado con Sara Haydee Tesera Aberastury, que le dio tres hijos: David, Alejandra (quién continúa actualmente en la carrera artística) —ambos guitarristas— y Sara.